# 64. вечити дерби у фудбалу
64. вечити дерби у фудбалу је фудбалска утакмица одиграна у Београду 10. јуна 1979. године, између Црвене звезде и Партизана. Утакмица се завршила резултатом 3 : 0 (0 : 0) за Црвену звезду.